# Liste der denkmalgeschützten Objekte in Hallein-Hallein/I–O
Die Liste der denkmalgeschützten Objekte in Hallein-Hallein enthält die 319 denkmalgeschützten, unbeweglichen Objekte der Katastralgemeinde Hallein (Straßennamen I-O) der Stadt Hallein im salzburgischen Bezirk Hallein.

## Denkmäler
| Foto  |                 | Denkmal                                                                                        | Standort                                                    | Beschreibung | Metadaten |
| ----- | --------------- | ---------------------------------------------------------------------------------------------- | ----------------------------------------------------------- | --- | --- |
| ja    | Datei hochladen | Wohn- und Geschäftshaus HERIS-ID: 9180 Objekt-ID: 5148                                         | Khuenburggasse 1 Standort KG: Hallein                       | | BDA-Hist.: Q38029295 Status: Bescheid Stand der BDA-Liste: 2025-06-30 Name: Wohn- und Geschäftshaus GstNr.: .59                                          |
| ja    | Datei hochladen | Bürgerhaus HERIS-ID: 9181 Objekt-ID: 5149                                                      | Khuenburggasse 2 Standort KG: Hallein                       | | BDA-Hist.: Q38029339 Status: Bescheid Stand der BDA-Liste: 2025-06-30 Name: Bürgerhaus GstNr.: .102                                                      |
| ja    | Datei hochladen | Wohn- und Geschäftshaus HERIS-ID: 9182 Objekt-ID: 5150                                         | Khuenburggasse 3 Standort KG: Hallein                       | | BDA-Hist.: Q38029369 Status: Bescheid Stand der BDA-Liste: 2025-06-30 Name: Wohn- und Geschäftshaus GstNr.: .58                                          |
| ja    | Datei hochladen | Bürgerhaus HERIS-ID: 9183 Objekt-ID: 5151                                                      | Khuenburggasse 4 Standort KG: Hallein                       | | BDA-Hist.: Q38029378 Status: Bescheid Stand der BDA-Liste: 2025-06-30 Name: Bürgerhaus GstNr.: .103                                                      |
| ja    | Datei hochladen | Bürgerhaus HERIS-ID: 9184 Objekt-ID: 5152                                                      | Khuenburggasse 5 Standort KG: Hallein                       | | BDA-Hist.: Q38029434 Status: Bescheid Stand der BDA-Liste: 2025-06-30 Name: Bürgerhaus GstNr.: .57                                                       |
| ja    | Datei hochladen | Wohnhaus HERIS-ID: 9185 Objekt-ID: 5153                                                        | Khuenburggasse 6 Standort KG: Hallein                       | | BDA-Hist.: Q38029479 Status: Bescheid Stand der BDA-Liste: 2025-06-30 Name: Wohnhaus GstNr.: .104/1                                                      |
| ja    | Datei hochladen | Wohnhaus HERIS-ID: 111022 Objekt-ID: 128797                                                    | Khuenburggasse 6 Standort KG: Hallein                       | | BDA-Hist.: Q37821499 Status: Bescheid Stand der BDA-Liste: 2025-06-30 Name: Wohnhaus GstNr.: .104/2                                                      |
| ja BW | Datei hochladen | Bürgerhaus HERIS-ID: 9186 Objekt-ID: 5155                                                      | Khuenburggasse 7 Standort KG: Hallein                       | | BDA-Hist.: Q38029539 Status: Bescheid Stand der BDA-Liste: 2025-06-30 Name: Bürgerhaus GstNr.: .56                                                       |
| ja    | Datei hochladen | Wohnhaus HERIS-ID: 9188 Objekt-ID: 5157                                                        | Khuenburggasse 8, 10 Standort KG: Hallein                   | | BDA-Hist.: Q38029573 Status: Bescheid Stand der BDA-Liste: 2025-06-30 Name: Wohnhaus GstNr.: .108                                                        |
| ja    | Datei hochladen | Bürgerhaus HERIS-ID: 9187 Objekt-ID: 5156                                                      | Khuenburggasse 9 Standort KG: Hallein                       | | BDA-Hist.: Q38029550 Status: Bescheid Stand der BDA-Liste: 2025-06-30 Name: Bürgerhaus GstNr.: .55                                                       |
| ja    | Datei hochladen | Wohnhaus HERIS-ID: 9189 Objekt-ID: 5158                                                        | Khuenburggasse 11 Standort KG: Hallein                      | | BDA-Hist.: Q38029595 Status: Bescheid Stand der BDA-Liste: 2025-06-30 Name: Wohnhaus GstNr.: .47                                                         |
| ja    | Datei hochladen | Ruine Thürndl HERIS-ID: 10689 Objekt-ID: 6750                                                  | nordöstlich Kleinkirchentalweg 8 Standort KG: Hallein       | Der einstige Eckturm der alten Stadtbefestigung und Teil der Ruine Thürndl wurde ab 2008 restauriert. | BDA-Hist.: Q2175452 Status: Bescheid Stand der BDA-Liste: 2025-06-30 Name: Ruine Thürndl GstNr.: 1 Ruine Thürndl                                         |
| ja    | Datei hochladen | Bürgerhaus HERIS-ID: 45247 Objekt-ID: 46269                                                    | Kleizergasse 1 Standort KG: Hallein                         | | BDA-Hist.: Q38014588 Status: Bescheid Stand der BDA-Liste: 2025-06-30 Name: Bürgerhaus GstNr.: .228                                                      |
| ja    | Datei hochladen | Bürgerhaus HERIS-ID: 45248 Objekt-ID: 46270                                                    | Kleizergasse 2 Standort KG: Hallein                         | | BDA-Hist.: Q38014605 Status: Bescheid Stand der BDA-Liste: 2025-06-30 Name: Bürgerhaus GstNr.: .217                                                      |
| ja    | Datei hochladen | Bürgerhaus HERIS-ID: 9190 Objekt-ID: 5161                                                      | Kleizergasse 5 Standort KG: Hallein                         | Das Erdgeschoß des dreistöckigen Gebäudes wurde erneuert; die Fensterumrahmung der Obergeschoße stammt aus der 2. Hälfte des 18. Jahrhunderts. | BDA-Hist.: Q38029613 Status: Bescheid Stand der BDA-Liste: 2025-06-30 Name: Bürgerhaus GstNr.: .219/1, .219/2                                            |
| ja    | Datei hochladen | Brunnen am Kornsteinplatz HERIS-ID: 9383 Objekt-ID: 5356                                       | vor Kornsteinplatz 3 Standort KG: Hallein                   | Das große quadratische Becken des Brunnens ist mit 1629 bezeichnet. Der früher an anderer Stelle stehende Löwe mit dem Stadtwappen stammt aus dem 17. Jahrhundert. | BDA-Hist.: Q38035162 Status: Bescheid Stand der BDA-Liste: 2025-06-30 Name: Brunnen am Kornsteinplatz GstNr.: 295/16 Brunnen Kornsteinplatz, Hallein     |
| ja    | Datei hochladen | Gasthof Alte Post HERIS-ID: 9191 Objekt-ID: 5162                                               | Kornsteinplatz 1 Standort KG: Hallein                       | | BDA-Hist.: Q38029624 Status: Bescheid Stand der BDA-Liste: 2025-06-30 Name: Gasthof Alte Post GstNr.: .85, .86                                           |
| ja    | Datei hochladen | Bürgerhaus HERIS-ID: 9192 Objekt-ID: 5163                                                      | Kornsteinplatz 2 Standort KG: Hallein                       | | BDA-Hist.: Q38029635 Status: Bescheid Stand der BDA-Liste: 2025-06-30 Name: Bürgerhaus GstNr.: .87 Kornsteinplatz 2, Hallein                             |
| ja    | Datei hochladen | Bürgerhaus HERIS-ID: 9193 Objekt-ID: 5164                                                      | Kornsteinplatz 3 Standort KG: Hallein                       | | BDA-Hist.: Q38029646 Status: Bescheid Stand der BDA-Liste: 2025-06-30 Name: Bürgerhaus GstNr.: .88/1 Kornsteinplatz 3, Hallein                           |
| ja    | Datei hochladen | Bürgerhaus HERIS-ID: 9194 Objekt-ID: 5165                                                      | Kornsteinplatz 4 Standort KG: Hallein                       | Das dreigeschoßige Bürgerhaus ist im Kern mittelalterlich; die Stuckumrahmungen der Fenster stammen aus der 2. Hälfte des 18. Jahrhunderts. | BDA-Hist.: Q38029658 Status: Bescheid Stand der BDA-Liste: 2025-06-30 Name: Bürgerhaus GstNr.: .89 Kornsteinplatz 4, Hallein                             |
| ja    | Datei hochladen | Bürgerhaus, Schmiedererhaus HERIS-ID: 9195 Objekt-ID: 5166                                     | Kornsteinplatz 5 Standort KG: Hallein                       | | BDA-Hist.: Q38029670 Status: Bescheid Stand der BDA-Liste: 2025-06-30 Name: Bürgerhaus, Schmiedererhaus GstNr.: .97                                      |
| ja    | Datei hochladen | Bürgerhaus HERIS-ID: 9196 Objekt-ID: 5167                                                      | Kornsteinplatz 6 Standort KG: Hallein                       | | BDA-Hist.: Q38029680 Status: Bescheid Stand der BDA-Liste: 2025-06-30 Name: Bürgerhaus GstNr.: .98                                                       |
| ja    | Datei hochladen | Ehem. Gasthof Schwarzbräu HERIS-ID: 9197 Objekt-ID: 5168                                       | Kornsteinplatz 7 Standort KG: Hallein                       | Das stattliche Haus mit barock geschwungenem Giebel dominiert die Nordwestseite des Platzes. Es stammt im Kern aus dem 16. Jahrhundert. | BDA-Hist.: Q38029682 Status: Bescheid Stand der BDA-Liste: 2025-06-30 Name: Ehem. Gasthof Schwarzbräu GstNr.: .127 Kornsteinplatz 7, Hallein             |
| ja    | Datei hochladen | Bürgerhaus HERIS-ID: 9198 Objekt-ID: 5169                                                      | Kornsteinplatz 9 Standort KG: Hallein                       | | BDA-Hist.: Q38029703 Status: Bescheid Stand der BDA-Liste: 2025-06-30 Name: Bürgerhaus GstNr.: .130                                                      |
| ja    | Datei hochladen | Ehem. Gasthof Zur Sonne HERIS-ID: 9199 Objekt-ID: 5170                                         | Kornsteinplatz 10 Standort KG: Hallein                      | | BDA-Hist.: Q38029743 Status: Bescheid Stand der BDA-Liste: 2025-06-30 Name: Ehem. Gasthof Zur Sonne GstNr.: .132                                         |
| ja    | Datei hochladen | Bürgerhaus HERIS-ID: 9200 Objekt-ID: 5171                                                      | Kornsteinplatz 11 Standort KG: Hallein                      | In den Geschoßen dieses Bürgerhauses sind spätmittelalterliche Türgewände erhalten. | BDA-Hist.: Q38029760 Status: Bescheid Stand der BDA-Liste: 2025-06-30 Name: Bürgerhaus GstNr.: .133, .134                                                |
| ja    | Datei hochladen | Wohnhaus HERIS-ID: 9201 Objekt-ID: 5172                                                        | Krautgasse 2 Standort KG: Hallein                           | | BDA-Hist.: Q38029770 Status: Bescheid Stand der BDA-Liste: 2025-06-30 Name: Wohnhaus GstNr.: .398/1                                                      |
| ja    | Datei hochladen | Wohnhaus HERIS-ID: 9203 Objekt-ID: 5174                                                        | Krautgasse 4 Standort KG: Hallein                           | | BDA-Hist.: Q38029853 Status: Bescheid Stand der BDA-Liste: 2025-06-30 Name: Wohnhaus GstNr.: .394                                                        |
| ja    | Datei hochladen | Kindergarten der Schulschwestern, Elisabethinum HERIS-ID: 9202 Objekt-ID: 5173                 | Krautgasse 5 Standort KG: Hallein                           | | BDA-Hist.: Q38029803 Status: Bescheid Stand der BDA-Liste: 2025-06-30 Name: Kindergarten der Schulschwestern, Elisabethinum GstNr.: 114/2                |
| ja    | Datei hochladen | Wohnhaus HERIS-ID: 9204 Objekt-ID: 5175                                                        | Krautgasse 6 Standort KG: Hallein                           | | BDA-Hist.: Q38029909 Status: Bescheid Stand der BDA-Liste: 2025-06-30 Name: Wohnhaus GstNr.: .395                                                        |
| ja    | Datei hochladen | Wohnhaus HERIS-ID: 9205 Objekt-ID: 5176                                                        | Krautgasse 8 Standort KG: Hallein                           | | BDA-Hist.: Q38029924 Status: Bescheid Stand der BDA-Liste: 2025-06-30 Name: Wohnhaus GstNr.: .335                                                        |
| ja    | Datei hochladen | Benedikt-Stöckl und Kapelle HERIS-ID: 9206 Objekt-ID: 5177                                     | Krautgasse 9 Standort KG: Hallein                           | → Hauptartikel : Benediktschlössl f1 | BDA-Hist.: Q15616586 Status: Bescheid Stand der BDA-Liste: 2025-06-30 Name: Benedikt-Stöckl und Kapelle GstNr.: .332 Benediktschlössl, Hallein           |
| ja    | Datei hochladen | Bauernhof (Anlage) HERIS-ID: 9207 Objekt-ID: 5178                                              | Krautgasse 10 Standort KG: Hallein                          | | BDA-Hist.: Q38029986 Status: Bescheid Stand der BDA-Liste: 2025-06-30 Name: Bauernhof (Anlage) GstNr.: .334                                              |
| ja    | Datei hochladen | Wohnhaus HERIS-ID: 9208 Objekt-ID: 5179                                                        | Krautgasse 12 Standort KG: Hallein                          | | BDA-Hist.: Q38030002 Status: Bescheid Stand der BDA-Liste: 2025-06-30 Name: Wohnhaus GstNr.: 194/1                                                       |
| ja    | Datei hochladen | Egglauer- oder Wimmer-Schlössl HERIS-ID: 9209 Objekt-ID: 5180                                  | Krautgasse 14 Standort KG: Hallein                          | → Hauptartikel : Egglauer Schlössel f1 | BDA-Hist.: Q15807412 Status: Bescheid Stand der BDA-Liste: 2025-06-30 Name: Wimmer-Schlössl GstNr.: .336 Wimmer-Schlössl, Hallein                        |
| ja    | Datei hochladen | Stadtkino HERIS-ID: 9210 Objekt-ID: 5181                                                       | Kuffergasse 2 Standort KG: Hallein                          | Das Stadtkino wurde bereits 1925 an diesem Standort errichtet. In den Jahren 1991 bis 1993 erfolgte der Umbau in die jetzige Form nach Plänen von Heinz Tesar. 2012 erfolgte die Renovierung durch die Stadt Hallein.                                                                               | BDA-Hist.: Q38030058 Status: Bescheid Stand der BDA-Liste: 2025-06-30 Name: Stadtkino GstNr.: .687 Hallein Stadtkino                                     |
| ja    | Datei hochladen | Bürgerhaus HERIS-ID: 9212 Objekt-ID: 5183                                                      | Kuffergasse 5 Standort KG: Hallein                          | | BDA-Hist.: Q38030137 Status: Bescheid Stand der BDA-Liste: 2025-06-30 Name: Bürgerhaus GstNr.: .218                                                      |
| ja    | Datei hochladen | Wohnhaus HERIS-ID: 9213 Objekt-ID: 5184                                                        | Kuffergasse 7 Standort KG: Hallein                          | Das viergeschoßige Haus wurde bereits 1348 erstmals urkundlich erwähnt. Im 16. Jahrhundert wurden größere Umbauten vorgenommen, Anfang des 18. Jahrhunderts erfolgte eine Aufstockung. | BDA-Hist.: Q38030147 Status: Bescheid Stand der BDA-Liste: 2025-06-30 Name: Wohnhaus GstNr.: .210                                                        |
| ja    | Datei hochladen | Bürgerhaus, Langgoller-, Neubauhaus HERIS-ID: 9214 Objekt-ID: 5185                             | Kuffergasse 9 Standort KG: Hallein                          | Das spätgotische Haus beherbergte einst Kufferwerkstätten und Einrichtungen zur Salzlagerung und wurde 1979/80 zu Wohnzwecken adaptiert. | BDA-Hist.: Q38030211 Status: Bescheid Stand der BDA-Liste: 2025-06-30 Name: Bürgerhaus, Langgoller-, Neubauhaus GstNr.: .200, .201                       |
| ja    | Datei hochladen | Bürgerhaus HERIS-ID: 36453 Objekt-ID: 35383                                                    | bei Kuffergasse 9 Standort KG: Hallein                      | | BDA-Hist.: Q37969951 Status: Bescheid Stand der BDA-Liste: 2025-06-30 Name: Bürgerhaus GstNr.: .203/2                                                    |
| ja    | Datei hochladen | Ehem. Gewerbeschule HERIS-ID: 9215 Objekt-ID: 5186                                             | Lindorferplatz 2 Standort KG: Hallein                       | | BDA-Hist.: Q38030219 Status: Bescheid Stand der BDA-Liste: 2025-06-30 Name: Ehem. Gewerbeschule GstNr.: .163/2                                           |
| ja    | Datei hochladen | Bürgerhaus HERIS-ID: 9216 Objekt-ID: 5187                                                      | Lindorferplatz 3 Standort KG: Hallein                       | | BDA-Hist.: Q38030269 Status: Bescheid Stand der BDA-Liste: 2025-06-30 Name: Bürgerhaus GstNr.: .162/1                                                    |
| ja    | Datei hochladen | Ehem. Gasthof Grüner Baum HERIS-ID: 9217 Objekt-ID: 5188                                       | Lindorferplatz 4 Standort KG: Hallein                       | | BDA-Hist.: Q38030304 Status: Bescheid Stand der BDA-Liste: 2025-06-30 Name: Ehem. Gasthof Grüner Baum GstNr.: .163/1                                     |
| ja    | Datei hochladen | Bürgerhaus, Großscheiblhuberhaus HERIS-ID: 9218 Objekt-ID: 5189                                | Lindorferplatz 5 Standort KG: Hallein                       | Das Großscheiblhuberhaus wurde um 1500 erbaut. Von 1725 bis 1900 beherbergte es eine Schule für Knappenkinder; im Jahr 1981 wurde es zu Wohnzwecken umgestaltet. | BDA-Hist.: Q38030314 Status: Bescheid Stand der BDA-Liste: 2025-06-30 Name: Bürgerhaus, Großscheiblhuberhaus GstNr.: .168                                |
| ja    | Datei hochladen | Bürgerhaus HERIS-ID: 9219 Objekt-ID: 5190                                                      | Lindorferplatz 6 Standort KG: Hallein                       | | BDA-Hist.: Q38030324 Status: Bescheid Stand der BDA-Liste: 2025-06-30 Name: Bürgerhaus GstNr.: .181                                                      |
| ja    | Datei hochladen | Hauptschule HERIS-ID: 9220 Objekt-ID: 5191                                                     | Lindorferplatz 7 Standort KG: Hallein                       | Das stattliche späthistoristische Gebäude der Hauptschule stammt aus den Jahren 1892 bis 1898. | BDA-Hist.: Q38030335 Status: Bescheid Stand der BDA-Liste: 2025-06-30 Name: Hauptschule GstNr.: .182                                                     |
| ja    | Datei hochladen | Gasthof Sandwirt mit Salettl HERIS-ID: 9221 Objekt-ID: 5192                                    | Lindorferplatz 8 Standort KG: Hallein                       | Die Inschriftentafel über dem Portal des Gasthofs ist mit 1636 bezeichnet. Der hölzerne Gartenpavillon mit Kegelbahn stammt aus der 2. Hälfte des 19. Jahrhunderts. | BDA-Hist.: Q38030346 Status: Bescheid Stand der BDA-Liste: 2025-06-30 Name: Gasthof Sandwirt mit Salettl GstNr.: .184/1                                  |
| ja    | Datei hochladen | Sudhaus samt Sudpfanne und Salzmagazin HERIS-ID: 8903 Objekt-ID: 4866                          | Mauttorpromenade 7 (Eingang Salzlager) Standort KG: Hallein | | BDA-Hist.: Q38022589 Status: Bescheid Stand der BDA-Liste: 2025-06-30 Name: Sudhaus samt Sudpfanne und Salzmagazin GstNr.: 318 Alte Saline (Hallein)     |
| ja    | Datei hochladen | Wehranlage im Bereich Metzgergasse HERIS-ID: 9379 Objekt-ID: 5352                              | Metzgergasse Standort KG: Hallein                           | Anmerkung: Schleuse des Kotbaches. Wurde abgerissen. | BDA-Hist.: Q38035017 Status: Bescheid Stand der BDA-Liste: 2025-06-30 Name: Wehranlage im Bereich Metzgergasse GstNr.: 299/1                             |
| ja    | Datei hochladen | Wohnhaus HERIS-ID: 9222 Objekt-ID: 5193                                                        | Metzgergasse 1 Standort KG: Hallein                         | | BDA-Hist.: Q38030366 Status: Bescheid Stand der BDA-Liste: 2025-06-30 Name: Wohnhaus GstNr.: .263                                                        |
| ja    | Datei hochladen | Wohnhaus HERIS-ID: 9223 Objekt-ID: 5194                                                        | Metzgergasse 2 Standort KG: Hallein                         | | BDA-Hist.: Q38030377 Status: Bescheid Stand der BDA-Liste: 2025-06-30 Name: Wohnhaus GstNr.: .283                                                        |
| ja    | Datei hochladen | Wohnhaus HERIS-ID: 9224 Objekt-ID: 5195                                                        | Metzgergasse 3 Standort KG: Hallein                         | | BDA-Hist.: Q38030387 Status: Bescheid Stand der BDA-Liste: 2025-06-30 Name: Wohnhaus GstNr.: .261, .262                                                  |
| ja    | Datei hochladen | Wohnhaus mit Stadtmauer HERIS-ID: 9225 Objekt-ID: 5196                                         | Metzgergasse 4 Standort KG: Hallein                         | | BDA-Hist.: Q38030397 Status: Bescheid Stand der BDA-Liste: 2025-06-30 Name: Wohnhaus mit Stadtmauer GstNr.: .288                                         |
| ja    | Datei hochladen | Wohnhaus HERIS-ID: 9226 Objekt-ID: 5197                                                        | Metzgergasse 5 Standort KG: Hallein                         | | BDA-Hist.: Q38030407 Status: Bescheid Stand der BDA-Liste: 2025-06-30 Name: Wohnhaus GstNr.: .247                                                        |
| ja    | Datei hochladen | Bürgerhaus mit Stadtmauer HERIS-ID: 9227 Objekt-ID: 5198                                       | Metzgergasse 6 Standort KG: Hallein                         | | BDA-Hist.: Q38030418 Status: Bescheid Stand der BDA-Liste: 2025-06-30 Name: Bürgerhaus mit Stadtmauer GstNr.: .289                                       |
| ja    | Datei hochladen | Bürgerhaus HERIS-ID: 9228 Objekt-ID: 5199                                                      | Metzgergasse 7 Standort KG: Hallein                         | | BDA-Hist.: Q38030430 Status: Bescheid Stand der BDA-Liste: 2025-06-30 Name: Bürgerhaus GstNr.: .246                                                      |
| ja    | Datei hochladen | Bürgerhaus mit Bachüberbauung HERIS-ID: 9229 Objekt-ID: 5200                                   | Metzgergasse 8 Standort KG: Hallein                         | | BDA-Hist.: Q38030451 Status: Bescheid Stand der BDA-Liste: 2025-06-30 Name: Bürgerhaus mit Bachüberbauung GstNr.: .239                                   |
| ja    | Datei hochladen | Wohnhaus HERIS-ID: 9230 Objekt-ID: 5201                                                        | Metzgergasse 9 Standort KG: Hallein                         | | BDA-Hist.: Q38030460 Status: Bescheid Stand der BDA-Liste: 2025-06-30 Name: Wohnhaus GstNr.: .291                                                        |
| ja    | Datei hochladen | Wohnhaus HERIS-ID: 9231 Objekt-ID: 5202                                                        | Metzgergasse 11 Standort KG: Hallein                        | | BDA-Hist.: Q38030525 Status: Bescheid Stand der BDA-Liste: 2025-06-30 Name: Wohnhaus GstNr.: .241                                                        |
| ja    | Datei hochladen | Wohnhaus HERIS-ID: 9232 Objekt-ID: 5203                                                        | Metzgergasse 13 Standort KG: Hallein                        | | BDA-Hist.: Q38030569 Status: Bescheid Stand der BDA-Liste: 2025-06-30 Name: Wohnhaus GstNr.: .238                                                        |
| ja    | Datei hochladen | Brunnen am Molnarplatz HERIS-ID: 9378 Objekt-ID: 5351                                          | vor Molnarplatz 14 Standort KG: Hallein                     | | BDA-Hist.: Q38034953 Status: Bescheid Stand der BDA-Liste: 2025-06-30 Name: Brunnen am Molnarplatz GstNr.: 295/22 Fountain Molnarplatz, Hallein          |
| ja    | Datei hochladen | Wohnhaus HERIS-ID: 9233 Objekt-ID: 5204                                                        | Molnarplatz 1 Standort KG: Hallein                          | Das dreigeschoßige giebelständige Wohnhaus stammt im Kern aus dem 16. Jahrhundert. | BDA-Hist.: Q38030620 Status: Bescheid Stand der BDA-Liste: 2025-06-30 Name: Wohnhaus GstNr.: .301                                                        |
| ja    | Datei hochladen | Wohnhaus HERIS-ID: 9234 Objekt-ID: 5205                                                        | Molnarplatz 2 Standort KG: Hallein                          | Das dreigeschoßige giebelständige Wohnhaus stammt im Kern aus dem 16. Jahrhundert. | BDA-Hist.: Q38030637 Status: Bescheid Stand der BDA-Liste: 2025-06-30 Name: Wohnhaus GstNr.: .304                                                        |
| ja    | Datei hochladen | Wohnhaus HERIS-ID: 9235 Objekt-ID: 5206                                                        | Molnarplatz 3 Standort KG: Hallein                          | Das dreigeschoßige giebelständige Wohnhaus stammt im Kern aus dem 16. Jahrhundert. | BDA-Hist.: Q38030707 Status: Bescheid Stand der BDA-Liste: 2025-06-30 Name: Wohnhaus GstNr.: .305                                                        |
| ja    | Datei hochladen | Wohnhaus HERIS-ID: 9236 Objekt-ID: 5207                                                        | Molnarplatz 4 Standort KG: Hallein                          | Das dreigeschoßige giebelständige Wohnhaus stammt im Kern aus dem 16. Jahrhundert. | BDA-Hist.: Q38030730 Status: Bescheid Stand der BDA-Liste: 2025-06-30 Name: Wohnhaus GstNr.: .306                                                        |
| ja    | Datei hochladen | Wohnhaus, Bauernhaus HERIS-ID: 9237 Objekt-ID: 5208                                            | neben Molnarplatz 4 Standort KG: Hallein                    | | BDA-Hist.: Q38030761 Status: Bescheid Stand der BDA-Liste: 2025-06-30 Name: Wohnhaus, Bauernhaus GstNr.: .307                                            |
| ja    | Datei hochladen | Wohnhaus, Bauernhaus HERIS-ID: 9238 Objekt-ID: 5209                                            | Molnarplatz 6, 7 Standort KG: Hallein                       | | BDA-Hist.: Q38030802 Status: Bescheid Stand der BDA-Liste: 2025-06-30 Name: Wohnhaus, Bauernhaus GstNr.: .308 Bauernhaus, Molnarplatz 6, 7, Hallein      |
| ja    | Datei hochladen | Wohnhaus HERIS-ID: 9239 Objekt-ID: 5210                                                        | Molnarplatz 8 Standort KG: Hallein                          | Das zweigeschoßige Wohnhaus mit Pultdach ist im Kern mittelalterlich. | BDA-Hist.: Q38030827 Status: Bescheid Stand der BDA-Liste: 2025-06-30 Name: Wohnhaus GstNr.: .384                                                        |
| ja    | Datei hochladen | Wohnhaus HERIS-ID: 9240 Objekt-ID: 5211                                                        | Molnarplatz 9 Standort KG: Hallein                          | Das zweigeschoßige Wohnhaus mit Pultdach weist seitlich ein abgefastes mittelalterliches Rundbogenportal auf. | BDA-Hist.: Q38030854 Status: Bescheid Stand der BDA-Liste: 2025-06-30 Name: Wohnhaus GstNr.: .383                                                        |
| ja    | Datei hochladen | Wohnhaus HERIS-ID: 9241 Objekt-ID: 5212                                                        | Molnarplatz 10 Standort KG: Hallein                         | Das zweigeschoßige Wohnhaus mit Pultdach ist im Kern mittelalterlich. | BDA-Hist.: Q38030919 Status: Bescheid Stand der BDA-Liste: 2025-06-30 Name: Wohnhaus GstNr.: .382                                                        |
| ja    | Datei hochladen | Wohnhaus HERIS-ID: 9242 Objekt-ID: 5213                                                        | Molnarplatz 11 Standort KG: Hallein                         | Das zweigeschoßige Wohnhaus mit Pultdach ist im Kern mittelalterlich. | BDA-Hist.: Q38030946 Status: Bescheid Stand der BDA-Liste: 2025-06-30 Name: Wohnhaus GstNr.: .381                                                        |
| ja    | Datei hochladen | Wohnhaus HERIS-ID: 9243 Objekt-ID: 5214                                                        | Molnarplatz 12 Standort KG: Hallein                         | Das zweigeschoßige Wohnhaus mit Rundbogenportal ist im Kern mittelalterlich. | BDA-Hist.: Q38030988 Status: Bescheid Stand der BDA-Liste: 2025-06-30 Name: Wohnhaus GstNr.: .380                                                        |
| ja    | Datei hochladen | Bürgerhaus HERIS-ID: 9244 Objekt-ID: 5215                                                      | Molnarplatz 13 Standort KG: Hallein                         | Das dreigeschoßige Bürgerhaus mit Satteldach stammt im Kern aus dem 15. und 16. Jahrhundert. | BDA-Hist.: Q38031027 Status: Bescheid Stand der BDA-Liste: 2025-06-30 Name: Bürgerhaus GstNr.: .377                                                      |
| ja    | Datei hochladen | Bürgerhaus, Molnarhaus HERIS-ID: 9245 Objekt-ID: 5216                                          | Molnarplatz 14 Standort KG: Hallein                         | Das hohe Bürgerhaus mit Grabendach und Segmentbogenportal stammt im Kern aus dem 15. und 16. Jahrhundert. | BDA-Hist.: Q38031073 Status: Bescheid Stand der BDA-Liste: 2025-06-30 Name: Bürgerhaus, Molnarhaus GstNr.: .376 Molnarplatz 14, Hallein                  |
| ja    | Datei hochladen | Wohnhaus HERIS-ID: 9246 Objekt-ID: 5217                                                        | Molnarplatz 15 Standort KG: Hallein                         | Das dreigeschoßige Bürgerhaus mit Satteldach stammt im Kern aus dem 15. und 16. Jahrhundert. | BDA-Hist.: Q38031114 Status: Bescheid Stand der BDA-Liste: 2025-06-30 Name: Wohnhaus GstNr.: .375                                                        |
| ja    | Datei hochladen | Wohnhaus HERIS-ID: 9247 Objekt-ID: 5218                                                        | Moritzengasse 1 Standort KG: Hallein                        | | BDA-Hist.: Q38031143 Status: Bescheid Stand der BDA-Liste: 2025-06-30 Name: Wohnhaus GstNr.: .199                                                        |
| ja    | Datei hochladen | Wohnhaus HERIS-ID: 9248 Objekt-ID: 5219                                                        | Neugoldeggasse 2 Standort KG: Hallein                       | | BDA-Hist.: Q38031163 Status: Bescheid Stand der BDA-Liste: 2025-06-30 Name: Wohnhaus GstNr.: .628                                                        |
| ja    | Datei hochladen | Bürgerhaus HERIS-ID: 9249 Objekt-ID: 5220                                                      | Neugoldeggasse 3–5 Standort KG: Hallein                     | | BDA-Hist.: Q38031190 Status: Bescheid Stand der BDA-Liste: 2025-06-30 Name: Bürgerhaus GstNr.: .155                                                      |
| ja    | Datei hochladen | Wohnhaus HERIS-ID: 9250 Objekt-ID: 5221                                                        | Neugoldeggasse 6 Standort KG: Hallein                       | | BDA-Hist.: Q38031225 Status: Bescheid Stand der BDA-Liste: 2025-06-30 Name: Wohnhaus GstNr.: .154                                                        |
| ja    | Datei hochladen | Bürgerhaus HERIS-ID: 9251 Objekt-ID: 5222                                                      | Niederhofgasse 1 Standort KG: Hallein                       | | BDA-Hist.: Q38031281 Status: Bescheid Stand der BDA-Liste: 2025-06-30 Name: Bürgerhaus GstNr.: .157                                                      |
| ja    | Datei hochladen | Bürgerhaus HERIS-ID: 9252 Objekt-ID: 5223                                                      | Niederhofgasse 2 Standort KG: Hallein                       | | BDA-Hist.: Q38031323 Status: Bescheid Stand der BDA-Liste: 2025-06-30 Name: Bürgerhaus GstNr.: .128/1                                                    |
| ja    | Datei hochladen | Wohnhaus HERIS-ID: 9253 Objekt-ID: 5224                                                        | Niederhofgasse 3 Standort KG: Hallein                       | | BDA-Hist.: Q38031357 Status: Bescheid Stand der BDA-Liste: 2025-06-30 Name: Wohnhaus GstNr.: .156/4                                                      |
| ja    | Datei hochladen | Wohnhaus HERIS-ID: 9351 Objekt-ID: 5324                                                        | Niederhofgasse 4 Standort KG: Hallein                       | | BDA-Hist.: Q38034138 Status: Bescheid Stand der BDA-Liste: 2025-06-30 Name: Wohnhaus GstNr.: .149/2                                                      |
| ja    | Datei hochladen | Bürgerhaus HERIS-ID: 9254 Objekt-ID: 5225                                                      | Niederhofgasse 6 Standort KG: Hallein                       | | BDA-Hist.: Q38031408 Status: Bescheid Stand der BDA-Liste: 2025-06-30 Name: Bürgerhaus GstNr.: .152                                                      |
| ja    | Datei hochladen | Polytechnische Schule, ehem. Standort des Pfannhauses Khuenburg HERIS-ID: 9255 Objekt-ID: 5226 | Niedertorplatz 1 Standort KG: Hallein                       | Das einst an diesem Platz stehende Pfannhaus Khuenburg aus dem 17. Jahrhundert wurde in den Jahren 1840/41 komplett abgetragen. Lediglich die Umfassungsmauer mit einer Inschriftentafel blieb erhalten.                                                                                            | BDA-Hist.: Q38031455 Status: Bescheid Stand der BDA-Liste: 2025-06-30 Name: Polytechnische Schule, ehem. Standort des Pfannhauses Khuenburg GstNr.: .423 |
| ja    | Datei hochladen | Wohnhaus HERIS-ID: 9256 Objekt-ID: 5227                                                        | Niedertorplatz 2 Standort KG: Hallein                       | Anmerkung: In diesem Haus befand sich bis 2001 die ehemalige Sodawasser- und Limonadenerzeugung Helmut Schell (vormals Blieberger, vormals Aigner). | BDA-Hist.: Q38031503 Status: Bescheid Stand der BDA-Liste: 2025-06-30 Name: Wohnhaus GstNr.: .119                                                        |
| ja    | Datei hochladen | Wohnhaus HERIS-ID: 9257 Objekt-ID: 5228                                                        | Niedertorplatz 3 Standort KG: Hallein                       | | BDA-Hist.: Q38031539 Status: Bescheid Stand der BDA-Liste: 2025-06-30 Name: Wohnhaus GstNr.: .45                                                         |
| ja    | Datei hochladen | Ehem. mittelalterliche Badeanstalt HERIS-ID: 9259 Objekt-ID: 5230                              | Obere Badgasse 1 Standort KG: Hallein                       | Die ehemalige mittelalterliche Badeanstalt wurde 1486 erstmals urkundlich erwähnt. Der westliche Teil des Gebäudekomplexes ist zweigeschoßig mit Pultdach, der östliche Teil dreigeschoßig mit Satteldach. Die enge und winkelige Obere Badgasse führt teilweise um die einstige Badeanstalt herum. | BDA-Hist.: Q38031589 Status: Bescheid Stand der BDA-Liste: 2025-06-30 Name: Ehem. mittelalterliche Badeanstalt GstNr.: .365 Hallein Obere Badgasse 1     |
| ja    | Datei hochladen | Wetterstation am Oberen Marktplatz HERIS-ID: 9380 Objekt-ID: 5353                              | bei Oberer Markt 3 Standort KG: Hallein                     | | BDA-Hist.: Q38035025 Status: Bescheid Stand der BDA-Liste: 2025-06-30 Name: Wetterstation am Oberen Marktplatz GstNr.: 108/1                             |
| ja    | Datei hochladen | Bürgerhaus HERIS-ID: 9260 Objekt-ID: 5231                                                      | Oberer Markt 1 Standort KG: Hallein                         | | BDA-Hist.: Q38031610 Status: Bescheid Stand der BDA-Liste: 2025-06-30 Name: Bürgerhaus GstNr.: .368                                                      |
| ja    | Datei hochladen | Wohn- und Geschäftshaus, ehem. Bäckerei HERIS-ID: 9261 Objekt-ID: 5232                         | Oberer Markt 3 Standort KG: Hallein                         | Das dreigeschoßige Haus ist im Kern spätmittelalterlich, erhielt seine Fassadengliederung jedoch erst in der 2. Hälfte des 19. Jahrhunderts. | BDA-Hist.: Q38031660 Status: Bescheid Stand der BDA-Liste: 2025-06-30 Name: Wohn- und Geschäftshaus, ehem. Bäckerei GstNr.: .73                          |
| ja    | Datei hochladen | Wohn- und Geschäftshaus HERIS-ID: 9262 Objekt-ID: 5233                                         | Oberhofgasse 1 Standort KG: Hallein                         | | BDA-Hist.: Q38031720 Status: Bescheid Stand der BDA-Liste: 2025-06-30 Name: Wohn- und Geschäftshaus GstNr.: .275                                         |
| ja    | Datei hochladen | Bürgerhaus HERIS-ID: 9263 Objekt-ID: 5234                                                      | Oberhofgasse 2 Standort KG: Hallein                         | | BDA-Hist.: Q38031778 Status: Bescheid Stand der BDA-Liste: 2025-06-30 Name: Bürgerhaus GstNr.: .369                                                      |
| ja    | Datei hochladen | Wohnhaus HERIS-ID: 9264 Objekt-ID: 5235                                                        | Oberhofgasse 3 Standort KG: Hallein                         | | BDA-Hist.: Q38031842 Status: Bescheid Stand der BDA-Liste: 2025-06-30 Name: Wohnhaus GstNr.: .276/3                                                      |
| ja    | Datei hochladen | Gasthaus Unterholzer-Bräu HERIS-ID: 9265 Objekt-ID: 5236                                       | Oberhofgasse 4 Standort KG: Hallein                         | Das in der Bausubstanz mittelalterliche viergeschoßige Gebäude weist ein schmiedeeisernes Wirtshausschild aus dem späten 18. Jahrhundert auf. | BDA-Hist.: Q38031898 Status: Bescheid Stand der BDA-Liste: 2025-06-30 Name: Gasthaus Unterholzer-Bräu GstNr.: .370                                       |
| ja    | Datei hochladen | Wohnhaus HERIS-ID: 9266 Objekt-ID: 5237                                                        | Oberhofgasse 8 Standort KG: Hallein                         | | BDA-Hist.: Q38031943 Status: Bescheid Stand der BDA-Liste: 2025-06-30 Name: Wohnhaus GstNr.: .372                                                        |
| ja    | Datei hochladen | Wohnhaus HERIS-ID: 9267 Objekt-ID: 5238                                                        | Oberhofgasse 10 Standort KG: Hallein                        | | BDA-Hist.: Q38031974 Status: Bescheid Stand der BDA-Liste: 2025-06-30 Name: Wohnhaus GstNr.: .373, .392, .726                                            |
| ja    | Datei hochladen | Stadtmauer im Bereich Augustinergasse HERIS-ID: 9375 Objekt-ID: 5348                           | bei Oberhofgasse 10 Standort KG: Hallein                    | | BDA-Hist.: Q38034842 Status: Bescheid Stand der BDA-Liste: 2025-06-30 Name: Stadtmauer im Bereich Augustinergasse GstNr.: 295/20                         |